# Resseliella odai
Resseliella odai är en tvåvingeart som först beskrevs av Inouye 1955.  Resseliella odai ingår i släktet Resseliella och familjen gallmyggor. Inga underarter finns listade i Catalogue of Life.